# Kūreklī
Kūreklī (persiska: كوركلی) är en ort i Iran.   Den ligger i provinsen Golestan, i den norra delen av landet, 400 km nordost om huvudstaden Teheran. Kūreklī ligger 32 meter över havet och antalet invånare är 525.
Terrängen runt Kūreklī är platt.Runt Kūreklī är det ganska tätbefolkat, med 65 invånare per kvadratkilometer. Närmaste större samhälle är Gonbad-e Kāvūs, 5,8 km nordost om Kūreklī. Trakten runt Kūreklī består till största delen av jordbruksmark.